# Piero Ottone
Piero Ottone, all'anagrafe Pier Leone Mignanego (Genova, 3 agosto 1924 – Camogli, 16 aprile 2017), è stato un giornalista e scrittore italiano.

## Biografia
Nell'estate 1945, mentre frequentava l'università, Ottone iniziò la carriera giornalistica, portando notizie dalla provincia al quotidiano torinese Gazzetta del Popolo, diretto da Massimo Caputo. Il suo esordio avvenne con la recensione di un libro Mission to Moscow, contenente i ricordi dell'ambasciatore USA presso la capitale sovietica. In seguito diverrà il corrispondente da Londra del quotidiano.
Successivamente approdò al principale quotidiano italiano, il Corriere della Sera, per il quale fu corrispondente da Mosca negli anni cinquanta, e poi redattore capo.
Dal 1968 fu direttore responsabile del Secolo XIX di Genova; nel 1972 venne richiamato a Milano per condurre il nuovo corso del Corriere della Sera, cui il direttore editoriale Giulia Maria Crespi voleva dare una linea meno conservatrice. Fu Ottone a licenziare nell'ottobre 1973, d'accordo con la proprietà, Indro Montanelli, dopo lunghi mesi di dissidi e spaccature. Altre firme del Corriere seguiranno Montanelli alla nuova testata da lui fondata: il Giornale Nuovo. Quando nel 1977 Montanelli venne gambizzato dalle Brigate Rosse Ottone fu criticato per non aver collocato la notizia in prima pagina. Sotto la sua direzione, nel gennaio 1973, iniziò la collaborazione di Pier Paolo Pasolini col Corriere, anche grazie a Gaspare Barbiellini Amidei.
Dopo la cessione del Corriere alla Rizzoli, Ottone fu riconfermato dal nuovo editore, ma nel 1977 rassegnò volontariamente le dimissioni. Passò quindi alla Mondadori assumendo l'incarico di consulente per i periodici e la televisione.
Negli ultimi anni della sua vita scrisse sporadicamente editoriali sul quotidiano romano la Repubblica , e tenne una rubrica fissa, Vizi & Virtù, sul settimanale Il Venerdì di Repubblica.
Morì il 16 aprile 2017 a Camogli, dove risiedeva da molti anni.

## Vita privata
Sposato dal 1956 con Hanne Winslow, danese, ha avuto due figli: Stefano, a lungo direttore delle relazioni esterne del Gruppo GEDI, e Bettina.

## Opere
- Gli industriali si confessano. Congiuntura, recessione, rilancio, Collana Problemi del nostro tempo, Firenze, Vallecchi, 1965.
- Fanfani, Collana Chi è? Gente famosa, Milano, Longanesi, 1966.
- La nuova Russia. L'ultimo reportage da Leningrado alla Siberia: la Russia delle riforme e delle aspirazioni borghesi, Milano, Longanesi, 1967.
- De Gasperi, Milano, Della Volpe Editore, 1968.
- Potere economico. La storia della guerra tra capitale privato, nazionalizzazione, pianificazioni statali, inflazione e cambiali, Milano, Longanesi, 1968.
- Intervista sul giornalismo italiano, a cura di Paolo Murialdi, Collana Saggi tascabili, Roma-Bari, Laterza, 1978.
- Come finirà? Riflessioni sulla prima repubblica, Milano, Garzanti, 1979.
- La scienza della miseria spiegata al popolo, Collana Il Cammeo n.5, Milano, Longanesi, 1980.
- Giornale di bordo, Milano, Longanesi, 1982.
- Dall'America all'Azzurra, 1851-1983, Milano, Fabbri, 1983.
- Una manciata di perle. [Le cento isole minori del mare italiano], Milano, Mondadori, 1984.
- Le regole del gioco: piccola filosofia ad uso personale, Milano, Longanesi, 1984.
- Il gioco dei potenti. Grandezze e debolezze, stile e mancanza di stile, di quelli che contano, Collana Il Cammeo n.114, Milano, Longanesi, 1985, ISBN 88-304-0591-4.
- Vi racconto l'economia, Torino, Petrini, 1986.
- Il buon giornale. Come si scrive · Come si dirige · Come si legge, Milano, Longanesi, 1987, ISBN 88-304-0744-5.
- Affari & morale, Collezione Il Cammeo n.163, Milano, Longanesi, 1988, ISBN 88-304-0788-7.
- L'aliseo portoghese, Milano, Longanesi, 1989, ISBN 88-304-0914-6.
- La guerra della rosa, Milano, Longanesi, 1990, ISBN 88-304-0965-0. 2009, ISBN 978-88-304-2765-5.
- Naufragio, Milano, Longanesi, 1993, ISBN 88-304-1143-4.
- Il tramonto della nostra civiltà, Milano, Mondadori, 1994, ISBN 88-04-37918-9.
- L'Italia è un paese civile?, Milano, Mondadori, 1995, ISBN 88-04-40056-0.
- Preghiera o bordello. Storia, personaggi, fatti e misfatti del giornalismo italiano, Milano, Longanesi, 1996, ISBN 88-304-1379-8.
- Saremo colonia? o forse lo siamo già. Quante nostre aziende diventeranno straniere? Anche la FIAT non sarà più italiana?, Milano, Longanesi, 1997, ISBN 88-304-1429-8.
- Vizi & virtù. Gl'italiani come sono, nel bene e nel male, Milano, Longanesi, 1998, ISBN 88-304-1481-6.
- Il grande gioco. Lettera ai nipoti, Milano, Longanesi, 2000, ISBN 88-304-1839-0.
- Piccola filosofia di un grande amore. La vela, Milano, Longanesi, 2001, ISBN 88-304-1917-6.
- Gianni Agnelli visto da vicino, Milano, Longanesi, 2003, ISBN 88-304-2085-9.
- Memorie di un vecchio felice, Milano, Longanesi, 2005, ISBN 88-304-2179-0.
- Italia mia. Il Paese che abbiamo sognato e che non c'è, Milano, Longanesi, 2009, ISBN 978-88-304-2665-8.
- Cavour. Storia pubblica e privata di un politico spregiudicato, Milano, Longanesi, 2011, ISBN 978-88-304-3093-8.
- Novanta. (Quasi) un secolo per chiedersi chi siamo e dove andiamo noi italiani, Milano, Longanesi, 2014, ISBN 978-88-304-4016-6.